# 汪耳琪
汪耳琪（1962年—），辽宁省凤城县人，满族，中华人民共和国政治人物、第十二届全国人民代表大会内蒙古地区代表。
毕业于内蒙古农牧学院农学专业，加入中国共产党。2013年，被选为全国人大代表。